# نائوکو ماتسوی
نائوکو ماتسوی (انگلیسی: Naoko Matsui; ۴ آوریل ۱۹۶۱ – ) صداپیشه اهل ژاپن بود. وی از سال ۱۹۸۳ میلادی تاکنون مشغول فعالیت بوده‌است.
از فیلم‌ها یا برنامه‌های تلویزیونی که وی در آن نقش داشته‌است می‌توان به کاراگاه کانن: آفتابگردانهای جهنم، کارآگاه کونان: گلوله سرخ اشاره کرد.